# Bactrocera pisinna
Bactrocera pisinna är en tvåvingeart som beskrevs av Drew 1989. Bactrocera pisinna ingår i släktet Bactrocera och familjen borrflugor. Inga underarter finns listade.